# Distributed Component Object Model
Il Distributed Component Object Model (in acronimo DCOM, inglese per "Modello ad oggetti per componenti distribuiti") è una tecnologia informatica presentata nel 1996 da Microsoft per contrastare CORBA. DCOM è basato sul Component Object Model, sempre di Microsoft, e come questa, fa parte di quelle tecnologie che Microsoft stessa intende soppiantare con il framework Microsoft .NET.
DCOM permette di effettuare chiamate di procedure remote attraverso una rete, occupandosi di tutte le mediazioni necessarie, in maniera indipendente dal linguaggio. La composizione delle classi e dei relativi metodi è esplicitata in un linguaggio di definizione d'interfaccia, IDL (Interface Description Language).
In particolare, DCOM aggiunge queste importanti funzionalità al COM:
- Serializzazione (marshalling): codifica e decodifica in sequenze di byte dei parametri e dei valori di ritorno delle chiamate a metodo remote, per consentirne la trasmissione via rete.
- Garbage collection distribuita (distributed garbage collection): assicura il rilascio di riferimenti mantenuti dai client delle interfacce quando, per esempio, un processo client va in crash, o quando viene meno la connessione di rete.